# The Mysteries of Laura
The Mysteries of Laura es una serie de televisión estadounidense de género policiaco-procesal drama-comedia, que fue adaptada en Estados Unidos, por la compra de sus derechos. El creador de esta versión es Jeff Rake junto con Carlos Vila y Javier Holgado, creadores de la original. Rake también ejerce de productor ejecutivo junto con Aaron Kaplan, Greg Berlanti, Todd Lituchy y McG para Warner Bros. Television. El estreno en su país de origen fue en la cadena NBC el 24 de septiembre de 2014, tras un avance especial el 17 de septiembre después del final de temporada de America's Got Talent.
En España se estrena el 5 de octubre en el canal Cosmopolitan TV.
El 28 de octubre de 2014 se anunció que The Mysteries of Laura tendría una primera temporada completa de 22 episodios.
El 8 de mayo de 2015 The Mysteries of Laura fue renovada para una segunda temporada de 13 episodios. El 9 de noviembre de 2015, la NBC ordenó tres episodios adicionales para la segunda temporada. El 14 de mayo de 2016, la NBC canceló la serie después de dos temporadas.

## Sinopsis
La serie trata acerca de la vida de Laura Diamond, una detective de homicidios que pertenece al Departamento de Policía de Nueva York, la cual tiene que compaginar su trabajo diario con su otro trabajo como madre de dos hijos gemelos, mientras que intenta que su futuro exmarido consiga firmar los papeles del divorcio.

## Reparto
- Debra Messing como Laura Diamond
- Josh Lucas como Jake Broderick
- Laz Alonso como Billy Soto
- Janina Gavankar como Meredith Bose
- Max Jenkins como Max Carnegie
- Meg Steedle como Detective Francesca "Frankie" Pulaski (Temporada 1, episodios 15-22)

### Recurrente
- Marc Webster como Reynaldo West, un M.E. que normalmente trabaja en casos de Laura. (36 capítulos)
- Charles & Vincent Reina como Nicholas & Harrison Broderick respectivamente, los gemelos traviesos de Laura & Jake. (27 capítulos
- Robert Klein como Leo Diamond, Padre de Laura. (Capítulos 1x07, 1x13, 1x22, 2x12, 2x15)
- Alysia Joy Powell como Alicia, niñera de Nicholas and Harrison. (13 capítulos)
- Neal Bledsoe como Tony Abbott, dueño de un camión de alimentos y el novio de Laura. (Capítulo 1x11 - Capítulo 2x12, 11 capítulos)
- Bronson Picket como Alejandro Padilla, un agente de la DEA. (Capítulos 1x05, 1x08, 1x13)
- Callie Thorne como Capitana Nancy Santiani, la nueva jefa del departamento de homicidios (Temporada 2, Capítulo 2x01 - Capítulo 2x15)
- Enrico Colantoni como Dan Hauser, el capitán de la policía antes de Jake, que previamente fue detenido y se encuentra actualmente en prisión. Dan era conocido por casi matar a Laura. Se escapó brevemente en "El misterio del convicto mentor" sólo para ser aprehendido por Laura. Dan volvió más adelante en "El misterio de la oscuridad del corazón" para ayudar al grupo de Laura a investigar un asesinato cometido por un asesino en serie que Dan investigado previamente. (Capítulos 1x01, 2x04, 2x13)
- Stockard Channing como Brenda Phillips, el "tiburón en los talones" abogado interno de una empresa de perfumes (Temporada 2)
- Jenna Fischer como Jennifer Lambert, fiscal y un nuevo amor por Jake (Temporada 2)
- Debby Ryan como Lucy Diamond, media-hermana de Laura (Temporada 2)

## Episodios
| Temporada | Temporada | Episodios | Emisión original         | Emisión original    |
| Temporada | Temporada | Episodios | Inicio                   | Final               |
| --------- | --------- | --------- | ------------------------ | ------------------- |
|           | 1         | 22        | 17 de septiembre de 2014 | 20 de mayo de 2015  |
|           | 2         | 16        | 23 de septiembre de 2015 | 02 de marzo de 2016 |

## Producción
La serie fue adaptada originalmente de una serie de televisión española Los misterios de Laura. El creador de esta versión es Jeff Rake junto con Carlos Vila y Javier Holgado, creadores de la original. Rake también ejerce de productor ejecutivo junto con Aaron Kaplan, Greg Berlanti, Todd Lituchy y McG para Warner Bros. Television. La serie se filmó principalmente en  Nueva York. El estreno en su país de origen fue en la cadena NBC el 24 de septiembre de 2014, tras un avance especial el 17 de septiembre después del final de temporada de America's Got Talent.